# Rome: Total War: Alexander
Rome: Total War: Alexander is de tweede uitbreiding van het PC spel Rome: Total War. Het spel, ontwikkeld door Creative Assembly, is in 2006 uitgebracht door Sega. De uitbreiding was eerst alleen als download beschikbaar, later werd het alsnog in de winkel uitgegeven.
In Alexander neemt de speler de rol van de Macedonische koning Alexander de Grote op zich. Het doel van het spel is om, zoals Alexander dat in werkelijkheid ook deed, het Perzische rijk te veroveren. Het verhaal begint bij het bestijgen van de troon in 336 v.Chr. en duurt 100 beurten. Uitgaande van de tijd die Alexanders campagne in werkelijkheid in beslag nam, duurt elke beurt ongeveer zeven weken.
Alexander is qua gameplay grotendeels vergelijkbaar met het originele Rome, met minder facties, eenheden en een kleinere spelwereld. Het doel van de speler is om ten minste dertig provincies te veroveren, binnen de limiet van honderd beurten.

## Facties
In Alexander zijn er acht speelbare facties. Van deze is er maar één, namelijk Macedonië, speelbaar in campagnemodus. Andere facties zijn te spelen door bepaalde bestanden handmatig aan te passen. De facties zijn in te delen in drie culturen, die gebouwen en een gedeelte van de eenheden gemeenschappelijk hebben. De facties zijn:

### Barbaarse Beschavingen
- Scythië: De Scythen heersten over Scythië maar in Alexander heersen ze ook over Chersonesos. Hun leger bestaat uit cavalerie en boogschutters maar bijna geen infanterie. De Scythen vormen geen bedreiging voor de Macedoniërs, maar ze zijn moeilijk te veroveren. De hoofdstad van de Scythen is geblokkeerd door ontoegankelijk bos, wat betekent dat de speler het land alleen via een grote omweg kan veroveren.

- Dahae: De Dahae vertegenwoordigt barbaarse stammen zoals de Illyriërs, Thraciërs, Sarmaten en Scythen, en daarnaast onafhankelijke steden zoals Byzantium. Ze zijn gelijk aan de Barbaarse beschavingen in het originele spel; hun legers bestaan uit grote groepen met slecht bewapende strijders, inclusief strijders die op oorlogszeis lijkende zwaarden dragen. Ze hebben verschillende gebieden onder controle in het noorden van de spelwereld.

- Illyrië: De Illyriërs hebben controle over de westelijke helft van de Balkan met als hoofdstad Epidamnus. Hun legers bestaan uit bijlmannen en speciale infanterie met een beperkte hoeveelheid cavalerie. Zoals hun buren de Thraciërs zijn ze een Barbaars volk. Deze factie vormt aan het begin van de campagne een grote bedreiging voor de speler.

- Thracië: Thracië begint met alleen provincie Thracië onder controle en met hoofdstad Byzantium. Het leger bestaat uit barbaarse infanterie inclusief falxmannen, maar kent vrij weinig cavalerie. De Thraciërs zijn een barbaarse factie en niet een Grieks factie zoals in Rome: Total War. Samen met de Illyriërs zijn ze het meest gevaarlijke volk in het begin van het spel. Ze hebben bondgenootschappen met andere naties die ook rivalen zijn van de Macedoniërs.

### Griekse Beschavingen
- Macedonië: Macedonië begint met het grootste gedeelte van Griekenland onder controle. Het leger is vrij gelijk aan het leger dat Macedonië had in het originele spel, bestaand uit hoplieten en krachtige cavalerie; het leger heeft een tekort aan boogschutters, alhoewel het wel werpspeer-gooiende troepen kan produceren. Macedonië heeft ook een unieke eenheid, namelijk Alexanders persoonlijke elitecavalerie geleid door de koning hemzelf. In tegenstelling tot Rome: Total War en Rome: Total War: Barbarian Invasion eindigt de missie in een nederlaag wanneer Alexander sterft.

### Oosterse Beschavingen

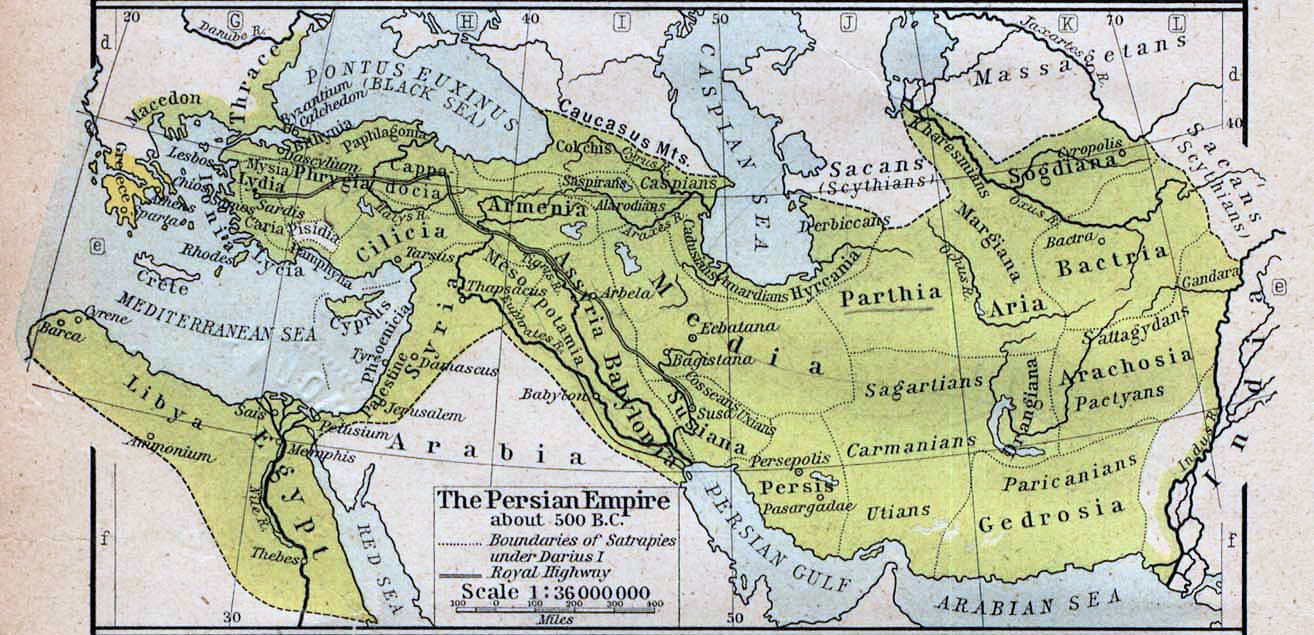
Het Perzische rijk aan het begin van het spel.

- Perzië: Het Perzische leger van Darius III bestaat uit een variatie van troepen, van slecht bewapende massa's infanterie en boogschutters, tot kwaliteit cavalerie en elitetroepen zoals de Immortals. Bovendien heeft het land ook huurlingen uit Griekenland en Phrygië tot haar beschikking, evenals Strijdwagens. Het Perzische Rijk heeft controle over het hele gebied van Anatolië, Egypte, wat tegenwoordig Irak en Iran is, en zelfs zo ver oost als west India en alles daartussen.

- India: Alhoewel India geen eenheid was, was het niettemin in staat om inspirerende legers in het slagveld te sturen. Hun legers bestonden uit grote groepen licht bewapende troepen, strijdwagens en beschilderde krijgsolifanten. De Indiase beschaving verschijnt niet in de campagne maar wel in een van de historische veldslagen.

### Rebelse Beschavingen
- Rebellen: De Rebellen bestaan nog niet aan het begin van het spel. Ze spelen een heel grote rol in alle Rome Total war spellen, ze kunnen worden gezien in Barbarian Invasion en in Rome Total War, in Alexander worden ze pas later gevormd. De Rebellen kunnen niet worden vernietigd ook al bestaan ze niet meer, omdat ze weer verschijnen bij elke opstand in de wereld. Uiteindelijk in Alexander beheersen ze geen enkel land en verschijnen ze bij opstanden als je Perzië aan het veroveren bent.

## Historische onnauwkeurigheid inAlexander
Het is wel duidelijk dat er veel minder historische fouten zijn dan in de originele versie, maar er blijven er toch altijd nog wat over:
- Tijdens Alexanders bestaan was Thracië niet onafhankelijk en het was veroverd door de Perzen. Thracië was het resultaat van de Perzische invasie tegen de Scythen. Hoewel het in het spel lijkt dat Thracië een onafhankelijke, geavanceerde beschaving is. Het kan niet zo zijn dat de beschaving gewoonweg was bevrijd.
- In het spel lijkt India veroverd tijdens Alexanders tijd bij de Perzen. Dit is niet waar, want in die tijd was India volledig uitgebreid en een onafhankelijke natie. Alexander had enkel Poros verslagen in de Slag bij de Hydaspes.
- De Griekse huurlingen van de Perzen hebben in het spel geen schild, nochtans hadden ze dit in het echt wel.
- Sparta was ten tijde van Alexander De Grote een onafhankelijke stadstaat en niet onder Macedonisch bewind, zoals in het spel.
- De hypaspystai zijn in het spel middelmatig sterke infanterie, terwijl ze historisch gezien waarschijnlijk een elite waren.

## Historische veldslagen
Er zitten zes historische veldslagen in het spel, die zijn bevochten door Alexander de Grote. De veldslagen zijn:
- Slag bij Chaeronea
- Slag aan de Granicus
- Belegering van Halicarnassus
- Slag bij Issus
- Slag bij Gaugamela
- Slag bij de Hydaspes